# Alfred Pfaff
Alfred Pfaff (* 16. Juli 1926 in Frankfurt am Main-Rödelheim; † 27. Dezember 2008 in Erlenbach am Main) war ein deutscher Fußballspieler und Fußballweltmeister 1954. Der herausragende Techniker und Spielmacher hat bei Eintracht Frankfurt von 1949 bis 1961 in der damals erstklassigen Fußball-Oberliga Süd 301 Ligaspiele absolviert und 103 Tore erzielt. Mit den „Adlerträgern“ gewann der exzellente Freistoßschütze 1959 die deutsche Fußballmeisterschaft und zog 1960 in das Finale um den Europapokal ein. In der Fußballnationalmannschaft kam er von 1953 bis 1956 in sieben Länderspielen (2 Tore) zum Einsatz.

## Leben

### Vereine
Pfaff begann als Zehnjähriger bei der Eintracht-Jugend mit dem Fußballspielen. Nach dem Ende des Zweiten Weltkrieges spielte der gelernte Installateur erst für SC Wirges (heute SpVgg EGC Wirges) und den 1. FC Hochstadt, um dann nach der Saison 1948/49 mit dem Rödelheimer FC in der Fußball-Oberliga Süd (28 Spiele und 11 Tore) wieder am Riederwald bei Eintracht Frankfurt zu landen. Von 1949 bis 1961 absolvierte er für die Adlerträger 301 Oberliga-Spiele und erzielte dabei 103 Tore.
Die erste überregionale Aufmerksamkeit erlangte der nach dreijähriger Kriegsgefangenschaft in Le Havre – dort war er bei der Feuerwehr eingesetzt und konnte in Lagermannschaften Fußball spielen – im Jahr 1947 heimgekehrte 21-Jährige durch seinen Wechsel zur Saison 1948/49 zum Rödelheimer FC, welcher in die Erstklassigkeit der Oberliga Süd aufgestiegen war. Er debütierte am Rundenstarttag, dem 11. September 1948, bei einem 2:1-Auswärtserfolg bei der TSG Ulm 1846, bei der Toni Turek, der kommende Weltmeister von 1954 und „Fußball-Gott“, das Tor hütete. Pfaff spielte auf Linksaußen an der Seite des zweifachen Torschützen Hubert Schieth, in der Oberliga. Am Rundenende stiegen die Blau-Gelben welche ihre Heimspiele im Stadion am Brentanobad ausgetragen hatten, als Tabellenletzter wieder in die Amateurliga ab. Am letzten Rundenspieltag, den 15. Mai 1949, verabschiedete sich Rödelheim mit einem 4:1-Heimerfolg gegen den 1. FC Nürnberg aus der Oberliga; Mittelstürmer Schieth erzielte alle vier Tore für den Gastgeber. Pfaff hatte in 28 Ligaspielen elf Tore erzielt und die Eintracht hatte den 13. und der FSV den 12. Rang belegt. Zur neuen Saison 1949/50 bediente sich die Eintracht bei Rödelheim und verpflichtete mit Herbert Kesper, Kurt Krömmelbein, Pfaff und Schieth gleich vier Spieler des Absteigers; zusätzlich wurden auch noch Heinz Kaster, Paul Lemm und Gerhard Schildt von den „Adlerträgern“ verpflichtet. Zum 1. Januar 1949 hatte der Rödelheimer Aufstiegstrainer Walter Hollstein die Mannschaft vom Riederwald, Eintracht Frankfurt, übernommen. Die Spielberechtigung für Pfaff aus Rödelheim zog sich bis Mitte September hin, so dass der ehemalige Eintracht-Jugendspieler erst am dritten Spieltag, den 25. September, bei einem 1:0-Auswärtserfolg bei Schwaben Augsburg im Eintrachtdress sein Debüt in der Oberliga Süd geben konnte. Sportlich wechselten sich Höhen und Tiefen in schöner Regelmäßigkeit im Rundenverlauf ab: Im Verlauf der Rückrunde konnte sich das Team um Pfaff bis auf den fünften Rang vorarbeiten, nach der 1:3-Derbyniederlage gegen den FSV folgten Niederlagen in Serie. Bis Saisonende gab es mit 0:16 Punkten und 3:17 Toren einen Absturz von Platz fünf auf den 14. Rang. Pfaff hatte in 28 Ligaeinsätzen zwei Tore erzielt.
Zur Runde 1950/51 kam mit Kurt Windmann ein neuer Trainer zur Eintracht und führte die „Adlerträger“ in den nächsten sechs Runden nach vorne. Das erfolgreiche Abschneiden gipfelte im Titelgewinn 1952/53 und der Vizemeisterschaft 1954, den nachfolgenden Endrundenteilnahmen, sowie der Teilnahme an der Weltmeisterschaft 1954 in der Schweiz. In dieser Zeitphase reifte Pfaff zum überragenden Dreh- und Angelpunkt im Offensivspiel der Eintracht. Der Ballvirtuose bestimmte mit präzisen Steilpässen, seiner Balltechnik und seinen meisterhaften Freistößen das Spiel der Mannschaft vom Riederwald. Von 1950/51 bis 1957/58 lief er in der Oberliga Süd in 169 Ligaspielen auf und erzielte als Halbstürmer 64 Tore.
Den Leistungsgipfel erklomm der überragende Spielmacher mit der Eintracht unter Trainer Paul Oßwald in den zwei Runden 1958/59 und 1959/60: Pfaff gewann mit der Eintracht am 28. Juni 1959 in Berlin gegen den Lokalrivalen Kickers Offenbach durch einen 5:3-Erfolg nach Verlängerung die deutsche Meisterschaft. Das „Groß-Frankfurter-Endspiel“ avancierte zu einer Partie voller Dramatik, Tore und Tragik. „Das Endspiel 1959 geht als eines der atemberaubendsten in die deutsche Fußballgeschichte ein“, schwärmte Friedebert Becker im Kicker ergriffen. Nach überzeugend herausgespielten 6:1- bzw. 6:3-Erfolgen im Halbfinale gegen Glasgow Rangers – in beiden Spielen erzielte der Freistoßexperte jeweils zwei Tore – zog Pfaff mit seiner Mannschaft in das Finale des Europapokals der Landesmeister gegen Real Madrid ein. Klaus Leger notierte in seinem Buch über den Europapokal zum Hinspiel im Halbfinale gegen Glasgow Rangers unter anderem: „Nach dem verschossenen Elfmeter von Kreß nach acht Minuten spielte die Eintracht unverdrossen weiter, ließ sich nicht beirren, zumal Pfaff den vielleicht besten Tag seines Fußballerlebens erwischt hatte. Nach dem 1:1-Halbzeitstand krönte dann Pfaff binnen dreier Minuten seine Glanzleistung, indem er zunächst zur erneuten Eintracht-Führung abstaubte und anschließend einen 20-Meter-Freistoß um die Mauer herum ins Netz zirkelte“. Am 18. Mai 1960 setzten sich die „Königlichen“ um Alfredo Di Stéfano und Ferenc Puskás mit 7:3 Toren durch. „Don Alfredo“ war der „Kopf“ der Eintracht-Mannschaft.
Von 1953 bis 1959 absolvierte Pfaff mit der Eintracht 12 Endrundenspiele um die deutsche Fußballmeisterschaft und schoss drei Tore. Insgesamt war er in zehn Europapokalspielen für die Hessen aktiv – 1955–57 in drei Spielen für die Stadtauswahl Frankfurt/Offenbach im Messecup – und zeichnete sich dabei als siebenfacher Torschütze aus.
Das Ehrenmitglied und Ehrenspielführer von Eintracht Frankfurt wurde feierlich am 13. August 1961, dem 2. Spieltag der Saison 1961/62, vor dem Anpfiff zum Heimspiel gegen Kickers Offenbach (5:4) vom Eintracht-Präsidenten, den zwei Mannschaften und von 30.000 Zuschauern verabschiedet.

Autogramm von Alfred Pfaff (2005)

### Auswahlberufungen
Er spielte zwischen 1953 und 1956 sieben Mal in der deutschen Fußballnationalmannschaft und erzielte zwei Tore. Die erste Berufung erfolgte durch den Bundestrainer Sepp Herberger zum WM-Qualifikationsspiel am 19. August 1953 in Oslo gegen Norwegen. Der Höhepunkt seiner Länderspiel-Karriere war der Gewinn der Fußball-Weltmeisterschaft 1954 in der Schweiz. Pfaff kam in der Vorrunde im Spiel gegen Ungarn, das aus Sicht der Deutschen mit 3:8 verloren ging, zum Einsatz und erzielte dabei in der 26. Minute das Tor zum zwischenzeitlichen 1:3. Es war der zweite Länderspieleinsatz des Frankfurter Spieldirigenten. Durch Fritz Walter war die Position des Spielmachers in der Nationalmannschaft allerdings glänzend besetzt, so dass Pfaff in der Länderelf keine tragende Rolle spielen konnte. Sein letztes Spiel in der A-Nationalmannschaft bestritt Pfaff am 25. November 1956 in seiner Heimatstadt Frankfurt beim mit 1:3 verlorenen Länderspiel gegen die Schweiz. Mit Heinz Vollmar, Fritz Walter, Hans Neuschäfer und Hans Schäfer bildete er dabei auf Halblinks den Angriff der enttäuschenden DFB-Elf. Auch in den zwei ersten Runden nach der Ära von Fritz Walter, 1958/59 und 1959/60, in denen Pfaff mit der Eintracht herausragende Erfolge in der Meisterschaft und im Europacup feierte, wurde er von Bundestrainer Herberger nicht mehr berücksichtigt.
In der B-Nationalmannschaft erzielte er in zwei Einsätzen 1953–1954 drei Tore. Zwei Monate vor seinem A-Länderspieldebüt am 19. August in Oslo gegen Norwegen kam er erstmals in einer DFB-Auswahl zum Einsatz. Die B-Nationalmannschaft besiegte am 14. Juni 1953 in Düsseldorf Spanien mit 5:2 und der linke Flügel der B-Elf bot eine eindrucksvolle Vorstellung: Auf Halblinks zog Spielmacher Pfaff die Fäden und zeichnete sich noch mit zwei Toren aus, Linksaußen Hans Schäfer vom 1. FC Köln zeigte seine Dynamik und Schusskraft und erzielte drei Treffer. Damit war ihre Aufnahme in das Aufgebot für das WM-Qualifikationsspiel in Oslo gegen Norwegen gesichert.
Darüber hinaus war der Frankfurter auch in der Auswahl von Süddeutschland im Einsatz, wurde zu diversen Testspielen von DFB-Auswahlmannschaften gegen Vereinsmannschaften berufen und sammelte auch in der Frankfurter/Offenbacher-Stadtmannschaft im Messepokal in den Jahren 1955 bis 1957 in den Spielen gegen die Stadtmannschaften von London und Basel internationale Erfahrungen. Mit der Eintracht war Pfaff auch auf Auslandsreisen in Spanien (Weihnachten 1950), vom 2. Mai bis 3. Juni 1951 in den USA und 14 Tage über Weihnachten 1952 in Ägypten.

### Neben dem Platz
Pfaff war ab 1954 Gastwirt und führte seine Gastwirtschaft zuerst in Frankfurt-Praunheim und später an der Frankfurter Hauptwache. Seit 1961 lebte er als Gastwirt und Hotelier in Zittenfelden im Morretal, Odenwald. 2006 wurde ihm der Hessische Verdienstorden verliehen. Alfred Pfaff starb nach langer Krankheit am 27. Dezember 2008 im Alter von 82 Jahren. Er wurde auf dem Friedhof von Zittenfelden beigesetzt. Nahe dem Trainingsgelände der Eintracht Frankfurt e. V. im Frankfurter Stadtteil Riederwald ist seit 2013 die „Alfred-Pfaff-Straße“ nach ihm benannt.